# Chryssa
Chryssa, de son nom complet Chrýssa Vardéa-Mavromicháli (grec moderne : Χρύσα Βαρδέα-Μαυρομιχάλη), née le 31 décembre 1933 à Athènes et morte le 23 décembre 2013 dans cette ville, est une artiste américano-grecque principalement connue pour ses sculptures de néon.

## Biographie
Née à Athènes, Chryssa Mavromichali commença à peindre dès son adolescence. Elle partit étudier à l'Académie de la Grande-Chaumière à Paris en 1953 avant de rejoindre le San Francisco Art Institute l'année suivante. Elle obtint la nationalité américaine en 1955. Elle s'installa définitivement à New York en 1957.
Sa première exposition solo eut lieu au musée Solomon R. Guggenheim en 1961 ; elle exposa seule encore à l'Institute of Contemporary Art (Philadelphie) en 1965, au Whitney Museum of American Art en 1972 ou au musée d'Art moderne de Paris en 1979.
Elle participa à la documenta 4 (1968) et à la documenta 6 (1977) ainsi qu'à la Biennale de Venise (1972).
À Athènes, ses œuvres décorent notamment le Palais de la musique et la station Evangelismós du métro d'Athènes.
En 1972, elle est incluse dans Some Living American Women Artists, un collage féministe de Mary Beth Edelson.
Chryssa vit un temps en couple avec l'artiste Agnès Martin,.